# 渡邉カレラ
渡邉 カレラ（ワタナベ カレラ、2003年5月15日 ）は、日本のレーシングドライバー。神奈川県出身。EIKO JAPAN所属。

## プロフィール
- 身長： 169cm
- 体重： 53kg
- 血液型：O型
- 愛車 :  ポルシェ　マカン
- 趣味：スキー

## 経歴
神奈川県出身。
2009年、車好きの父の勧めで5歳からカート競技を始める。キッズカートで関東のカートコースを中心に活動をしていた。ホームコースは中井インターサーキットで多い年には年の半分ほど走っていた。
2012年、ラー飯能のKoudai Cup キッズクラスでシリーズチャンピオンになり翌年同じラー飯能でカデットクラスにステップアップ。
2014年、2015年２年連続でラー飯能のKoudai Cupカデットクラスでシリーズチャンピオンになる。
2016年、鈴鹿サーキットレーシングスクールKart
2018年、Rotax Max Grand Finalに出場。
2019年、鈴鹿サーキットレーシングスクールformula challenge受講
2022年、Rotax MAX日本代理店の株式会社栄光に入社、全日本カート選手権EV部門お台場大会2位
2023年　全日本カート選手権EV部門　シリーズ２位　　　　

## レース戦績
- 2009年 -カートを始める
- 2010年 - ブリヂストンエクスジェルキッズ＆ジュニアカートレース全国大会　KID'sクラス　5位
- 2011年 - ブリヂストンエクスジェルキッズ＆ジュニアカートレース全国大会　KID'sクラス　4位
- 2012年
  - Koudai cupカートレースシリーズ キッズクラス　シリーズチャンピオン
  - ちびっこカートフェスタ2012エキスパートクラス　シリーズ3位
- 2013年 - Koudai cup カデットクラス参戦　第４戦３位
- 2014年 - Koudai cupカートレースシリーズ　カデットクラス　シリーズチャンピオン
- 2015年
  - Koudai cupカートレースシリーズ　カデットクラス　シリーズチャンピオン（５戦中３勝）
  - 大井松田チャレンジカップ　MZ Cadet openクラス　シリーズチャンピオン（４戦中３勝）
- 2016年 - SRS-k受講
- 2017年 - SRS-k受講　鈴鹿選手権J-RMCクラス　シリーズ２位
- 2018年 - SRS-k受講　Rotax MAX challenge Grand finals 日本代表
- 2019年 - SRS-Formula challenge受講　全日本カート選手権　FS125部門東地域参戦
- 2020年 - APG Winter cup Senior MAXクラス２位　APG Challenge cup Senior MAXクラス　シリーズ４位
- 2021年 - APG challenge cup Senior MAXクラス　シリーズ２位
- 2022年 - 全日本カート選手権EV部門　シリーズ５位　最終戦お台場大会２位
- 2023年 - 全日本カート選手権EV部門　シリーズ２位　開幕戦優勝
- 2025年 - MAX APG Rd.2 SeniorMAX 2位